# 布茲佳克區

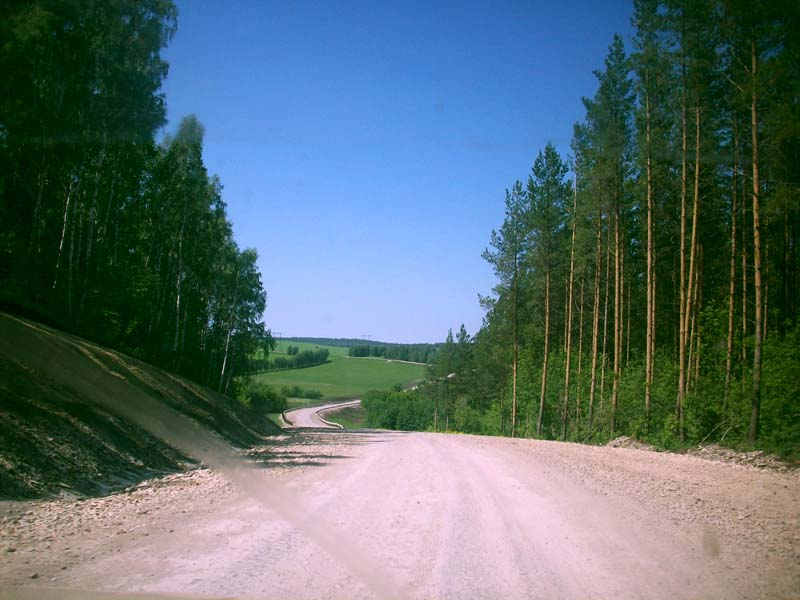

54°34′N 54°32′E / 54.567°N 54.533°E
布茲佳克區（俄语：Буздякский район），是俄羅斯的一個區，位於該國西南部，由巴什科爾托斯坦共和國負責管轄，始建於1930年8月20日，面積1,633平方公里，2010年人口30,688，人口密度每平方公里18.79人。